# Budapester Strasse
Budapester Strasse, tysk stavning: Budapester Straße, är en omkring 950 meter lång gata i Berlin vid gränsen mellan stadsdelarna Charlottenburg och Tiergarten i innerstadens västra del. Gatan har sedan 1925 sitt namn efter staden Budapest. Den går från Corneliusbrücke över Landwehrkanal i öster, där den ansluter till Stülerstrasse, till Breitscheidplatz vid Kaiser-Wilhelm-Gedächtniskirche i väster. Vid Breitscheidplatz slutar gatan i korsningen med Kantstrasse och Hardenbergstrasse.
Budapester Strasse löper längs den södra muren till Berlins zoo och vid Olof-Palme-Platz i gatans mitt ligger Elefantporten, en av huvudingångarna till Zoo, samt akvariets byggnad. Vid gatan ligger även Bikini-Haus, Hotel Palace Berlin, Hotel InterContinental Berlin och gallerian Europa-Center.
Fram till 1925 räknades gatan som del av Kurfürstendamm, vilket bland annat syns på att Kurfürstendamms numrering idag saknar de husnummer som motsvarar gatans östra del. 1925 kom dock den tidigare gatan Budapester Strasse, den gata som löpte i Tiergartens östligaste del mellan Potsdamer Platz och Brandenburger Tor, att döpas om efter rikspresidenten Friedrich Ebert till Friedrich-Ebert-Strasse. För att behålla gatunamnet i registret, valde man dock att istället döpa om detta gatuavsnitt i Tiergartens västra utkant till Budapester Strasse. 1965 tillkom även den västligaste delen av Kurfürstenstrasse väster om Nürnberger Strasse.
Under 1980-talets mitt skapades en öppen plats utanför Berlins zoos södra ingång, som sedan 1991 bär namnet Olof-Palme-Platz.